# Golfe de Martaban
Le golfe de Martaban ou golfe de Mottama (en birman : မုတ္တမပင်လယ်ကွေ့) est un golfe de l'océan indien situé dans la partie nord de la mer d'Andaman. Il doit son nom à la ville birmane de Martaban située non loin de sa côte est. Sur la côte ouest se trouve l'estuaire du fleuve Yangon en amont duquel, à une quarantaine de kilomètres, se trouve l'ancienne capitale birmane, Rangoun.

## Site Ramsar
Le golfe est classé site Ramsar depuis le 10 mai 2017.